# Katrin Stoll
Katrin Stoll (* 1962 in München als Katrin Neumeister) ist eine deutsche Kunst-Auktionatorin und Kunsthändlerin und seit 2008 Inhaberin des Neumeister Münchener Kunstauktionshauses. Sie ließ die NS-Geschichte des Vorgängerhauses (Münchener Kunstversteigerungshaus Adolf Weinmüller) wissenschaftlich aufarbeiten und stellte dessen annotierte Auktionsprotokolle aus der Zeit des Nationalsozialismus der Provenienzforschung zur Verfügung.

## Leben
Katrin Stoll ist die Tochter von Christa und Rudolf Neumeister und wuchs mit zwei Schwestern in München auf. Der Vater war Jurist und hatte 1958 auf Vermittlung der Bayerischen Hypotheken- und Wechselbank das Münchner Kunstversteigerungshaus Adolf Weinmüller erworben, das sie 1978 in „Neumeister Münchener Kunstauktionshaus“ umfirmierte.
Nach einigen Semestern des Studiums der Medizin bildete sich Katrin Stoll bei einem auf Restaurierung spezialisierten Schreiner aus und machte eine Lehre als Bürokauffrau. Sie hospitierte bei Auktionshäusern in London sowie in Paris, bevor sie 1983 in das Unternehmen ihres Vaters einstieg und alle Abteilungen durchlief. Rudolf Neumeister zog sich 1999 aus dem Geschäftsleben zurück und übergab das Auktionshaus seinen drei Töchtern. Katrin Stoll wurde im Jahr 2000 Mitglied der Geschäftsführung mit zunächst einem Drittel der Firmenanteile. Im April 2008 übernahm sie von ihren beiden Schwestern deren Anteile. Sie fungierte seitdem als alleinige geschäftsführende Gesellschafterin des Auktionshauses. Im August 2009 nahm sie den Münchener Anwalt Wolf-Rüdiger Bub (1947–2022) als Beirat und Gesellschafter in ihr Unternehmen auf.
Katrin Stoll ist Mutter von drei Kindern und lebt in München.

## Aufarbeitung der NS-Geschichte
Neumeisters Vorgänger Adolf Weinmüller war ein Profiteur der NS-Raubkunst und der „Arisierung“ jüdischer Kunsthandlungen und Sammlungen in München und Wien. Nach der Übernahme des Auktionshauses beschloss Stoll die Geschichte des Unternehmens zwischen 1933 und 1945 untersuchen zu lassen. Im Frühjahr 2009 beauftragte sie damit eine unabhängige Wissenschaftlerin, die Kunsthistorikerin Meike Hopp. Grundlage des Projekts war die erste Zusammenarbeit in diesem Forschungsfeld, eine Kooperation zwischen dem Zentralinstitut für Kunstgeschichte in München, dem Auktionshaus Neumeister und der Arbeitsstelle für Provenienzforschung am Institut für Museumsforschung der Staatlichen Museen zu Berlin – Stiftung Preußischer Kulturbesitz (AfP). Damit ließ erstmals ein Kunsthandelsunternehmen seine Geschichte während der NS-Zeit aufarbeiten. Nach dreijähriger Forschungsarbeit erschien 2012 der Band Kunsthandel im Nationalsozialismus: Adolf Weinmüller in München und Wien, der inzwischen als Standardwerk gilt.
Weil viele während des Krieges ausgelagerte Kunstwerke erst mit mehrjähriger Verzögerung in die Sammlungen zurückkehrten und größere Bestände von ehemaligen NS-Institutionen und -Funktionseliten teilweise erst in den 1950er und 1960er Jahren in den Kunsthandel gelangten, erwies sich auch die Erforschung von Weinmüllers Aktivitäten nach dem Krieg als zwingend notwendig. Das Folgeprojekt „Das Münchener Kunstversteigerungshaus Adolf Weinmüller 1945-1968“ wurde wieder unter der Leitung des Zentralinstituts für Kunstgeschichte durchgeführt und vom Auktionshaus Neumeister und der Arbeitsstelle für Provenienzrecherche in Berlin gefördert.
2013 wurden in einem Stahlschrank im Keller des Auktionshauses Neumeister in der Barer Straße annotierte Kataloge zu Weinmüller-Auktionen in der NS-Zeit gefunden, in denen auch die Namen von Einlieferen und Käufern notiert waren. Diese sog. „Auktionsprotokolle“ enthielten handschriftliche Anmerkungen zu über 34.000 damals versteigerten Objekten. 33 Auktionen in München sowie elf Kataloge des Wiener Auktionshauses S. Kende, das Weinmüller 1938 „arisiert“ hatte, waren auf diese Weise akribisch dokumentiert. Der Fund offenbarte detailliert, wie tief Adolf Weinmüller in den Kunstraub der Nationalsozialisten verstrickt war. Ebenso wie andere hatte Weinmüller gegenüber der alliierten Militärregierung und den Mitarbeitern des Collecting Point behauptet, dass seine Geschäftsunterlagen im Krieg verbrannt seien. Nach dem Krieg bekam er erneut eine Kunsthandels- und Auktionslizenz, da ihm Geschäfte mit Raubkunst fast nicht nachgewiesen werden konnten. Den Fund der Kataloge machte Stoll umgehend in einer Pressekonferenz öffentlich und beauftragte mit der Auswertung des Materials wieder Meike Hopp. Die Dokumente wurden innerhalb von 12 Monaten in Zusammenarbeit mit der Kommission für Provenienzforschung Wien und der Arbeitsstelle für Provenienzforschung Berlin vollständig digitalisiert und transkribiert. Stoll entschied sich in Absprache mit den Projektpartnern, die elektronische, wissenschaftliche Edition über die Website der Koordinierungsstelle Magdeburg in der Lost Art-Datenbank unentgeltlich zugänglich zu machen. Anhand der hier aufbereiteten Informationen und Abbildungen lassen sich geraubte Kunstwerke identifizieren und Besitzansprüche von Erben der ehemaligen Eigentümer erhärten.
Beispiele für auf dieser Grundlage eingeleitete Restitutionsverfahren sind die privaten Sammlungen von Agathe und Ernst Saulmann aus Reutlingen, Michael Berolzheimer aus München, Hans Petschek aus Prag und des Münchner Kunsthändlers Siegfried Lämmle, aus denen Objekte identifiziert und an die Erben zurückgegeben werden konnten.

## Rezeption
Die britische Autorin Catherine Hickley, die ein Buch über Hildebrand Gurlitt und die Entstehung seiner Kunstsammlung veröffentlicht hat, beschrieb den Umgang Stolls mit Weinmüllers Auktionsprotokollen als mustergültige Aufarbeitung der eigenen Geschichte.
Die Kunstkritikerin Julia Voss befand 2014 über Katrin Stoll: „Ohne ihre mutige Entscheidung wüssten wir bis heute nichts von Weinmüllers gut gehüteten Geheimnissen. […] Bis heute führt Katrin Stoll das einzige deutsche Kunsthandelsunternehmen, das unabhängigen Historikern Zugang zu Akten aus der Zeit des Nationalsozialismus gewährt.“
An der Sammlung Saulmann hatte sich u. a. Julius Harry Böhler bereichert, stiller Teilhaber bei Weinmüller 1936 bis 1938 und Inhaber einer Kunsthandlung in München. Sein Nachfahre, Florian Eitle-Böhler, der das Familiengeschäft weiterführte, folgte 2014 dem Beispiel Stolls und übergab die gesamte Objektkartei seiner Vorfahren zur Digitalisierung und Erforschung an das Zentralinstitut für Kunstgeschichte.
Anlässlich der Restitution von Carl Spitzwegs „Justitia“ nach mehr als 80 Jahren an die jüdischen Erben von Else und Leo Bendel und der Übergabe des Gemäldes an das Auktionshaus Neumeister nannte die Frankfurter Rundschau Katrin Stoll eine „engagierte Aktivistin in Sachen Restitution, damit Vorreiterin im deutschen Kunsthandel“. Das Gemälde wurde 2020 für 550.000 Euro an eine Privatsammlung versteigert.

## Auktionen
Das Auktionshaus Neumeister war traditionell auf ältere Kunstepochen spezialisiert mit vier Versteigerungen jährlich. Angeboten wurden besonders Gemälde der Münchner Schule des 19. Jahrhunderts. Daneben begann Stoll 1986 im väterlichen Betrieb die Abteilung für die Kunst der Klassischen Moderne aufzubauen. Zur 50. Moderne-Auktion im Jahr 2011 präsentierte sie neben moderner und zeitgenössischer Kunst eine Spezialauktion unter dem Titel „Shape“ mit Plastiken und Skulpturen. Den Schwerpunkt bildeten Arbeiten aus den sechziger und siebziger Jahren, darunter Werke von Hans Steinbrenner. In einer kuratierten Abteilung zum Thema „She“ vereinte Stoll bereits 2016 Kunst von Frauen, darunter Katharina Sieverding, und Kunst über Frauen, darunter mit einem Werk von George Grosz. Ab 2008 erweiterte Stoll das Spektrum des Auktionshauses um modernes Design, insbesondere Möbel, Schmuck und Gebrauchsgegenstände internationaler Gestalter des 20. und 21. Jahrhunderts sowie Mode.
2017 wurde Katrin Stoll von der Familie Max Mannheimers beauftragt, in Kooperation mit dem Jüdischen Museum München 35 Gemälde aus dem Besitz von Mannheimer zugunsten des humanitär ausgerichteten Vereins Leopolis Hilfe für die Ukraine zu versteigern. 2018 übernahm sie eine weitere Benefizauktion zugunsten das Friedensprojekts The Art Road to Peace, das jüdische, muslimische und christliche Kinder in Israel zusammenbringt.

## Sonstiges
Katrin Stoll ist ehrenamtliches Mitglied in Kuratorien und Kommissionen, so in der Ankaufkommission der Städtischen Galerie im Lenbachhaus. Sie gehört den Kuratorien der Friedrich Flick Förderstiftung und der Evangelischen Akademie Tutzing an sowie dem Vorstand des Akademievereins München. Seit 2016 leitet Katrin Stoll ehrenamtlich die Auktionen des Akademievereins in der Münchner Kunstakademie.
Sie ist außerdem von der IHK vereidigte Sachverständige für Malerei und Grafik des Deutschen Expressionismus.